# Choźmino
Choźmino (ros. Хозьмино) – osiedle w Rosji, w obwodzie archangielskim, w rejonie wielskim. W 2010 liczyło 427 mieszkańców.